# Juri Wladimirowitsch Tschekulajew
Juri Wladimirowitsch Tschekulajew (russisch Юрий Владимирович Чекулаев; * 8. August 1926 in Tiflis, Georgische Sozialistische Sowjetrepublik, Sowjetunion; † 20. Januar 1991 in Moskau) war ein sowjetischer Theater- und Film-Schauspieler sowie Synchronsprecher.

## Leben und Leistungen
Tschekulajew ließ sich unter Anleitung von Wassili Wanin am heutigen Gerassimow-Institut für Kinematographie zum Schauspieler ausbilden. Nach seinem Abschluss im Jahr 1949 trat er von 1950 bis 1952 als Teil einer Theatergruppe in der Volksrepublik China auf und war danach ein Jahr Darsteller im Theaterstudio der Filmdarsteller. Nach einem erneuten Auslandsengagement, dieses Mal von 1953 bis 1955 in der Volksrepublik Polen, kehrte er für zwei Jahre wieder in das Theaterstudio zurück und trat anschließend von 1957 bis 1959 in der DDR auf. Anschließend wurde er vom Gorkistudio engagiert und war dort bis 1989 als Filmdarsteller tätig.
Sein Filmdebüt gab Tschekulajew in dem zweiteiligen Kriegsfilm Сталинградская битва (Stalingradskaja bitwa, 1948–49)., im Laufe der 1950er Jahre folgten weitere Filmrollen, u. a. sein einiger Auftritt als Hauptdarsteller in dem Drama Девушка с маяка (Dewuschka s majaka, 1956). Tschekulajew war außerdem mehrfach in Märchenfilmen zu sehen, u. a. in Das Märchen von der verlorenen Zeit (1964), Aladins Wunderlampe (1967) und Die Prinzessin auf der Erbse (1977). In Alexander Rous Die Nacht vor Weihnachten (1962) spielte er an der Seite von Soja Wassilkowa, mit der er bis 1965 verheiratet war, den Fürsten Potjomkin. Von 1965 bis 1986 war Tschekulajew außerdem an vier Folgen der Kindersendung Фитиль (Fitil) beteiligt. Weitere Engagements waren die Literaturverfilmungen Wie der Stahl gehärtet wurde (1957), Krieg und Frieden (1966) und Schild und Schwert (1968), die sowjetisch-italienische Koproduktion Italiani brava gente (1965), in der auch Peter Falk mitwirkte, und die Komödie Два дня чудес (Dwa dnja tschudes, 1970). Tschekulajew trat für insgesamt 67 Projekte vor die Kamera, zuletzt 1990 in Живая мишень (Schiwaja mischen) und Мария Магдалина (Marija Magdalina).
Häufiger wirkte Tschekulajew jedoch als Synchronsprecher, u. a. für J. Anthony Hughes in Chicago (1938), Glenn Miller in Adoptiertes Glück (1941) und Hannes Fischer in Weiße Wölfe (1979) sowie in Vincent van Gogh – Ein Leben in Leidenschaft (1956), Das Appartement (1960) und Die Unschuld (1976).
Er starb 64-jährig in Moskau und wurde auf dem Chowanskoje-Friedhof, Abschnitt 282, beigesetzt.

## Filmografie (Auswahl)
- 1950: Beherrscher der Luft (Schukowski)
- 1953: Geschäft mit dem Tode (Serebristaja pyl)
- 1957: Wie der Stahl gehärtet wurde (Pawel Kortschagin)
- 1962: Die Nacht vor Weihnachten (Wetschera na chutore blis Dikanki)
- 1964: Die Stille (Tischina)
- 1964: Das Märchen von der verlorenen Zeit (Skaska o poterjannom wremenu)
- 1965: Italiani brava gente
- 1965: Väterchen Frost / Abenteuer im Zauberwald (Morosko)
- 1965: Treue (Wesna)
- 1966: Die Kinder des Don Quichotte (Deti Don-Kichota)
- 1966: Krieg und Frieden (Woina i mir)
- 1967: Das Märchen vom Zaren Saltan (Skaska o zare Saltane)
- 1967: Aladins Wunderlampe (Wolschebnaja lampa Aladdina)
- 1968: Schild und Schwert (Schtschit i metsch)
- 1973: Ein Tropfen im Meer (Kaplja w more)
- 1976: Die schöne Wassilissa (Alternativtitel: Die Hexe Akulina) (Wesjoloje wolschebstwo)
- 1977: Die Prinzessin auf der Erbse (Prinzessa na goroschine)
- 1980: Das Haus in der Waldstraße (Dom na lesnoi)
- 1983: Abenteuer mit der Tarnkappe (Tam, na newedomych doroschkach ...)
- 1984: Der Lehrling des Medicus (Utschenik lekarja)
- 1986: Das Schiff der Außerirdischen (Korabl prischelzew)
- 1987: Auf der goldenen Treppe saßen... (Na slatom krylze sibeli)